# Dialeuropora urticata
Dialeuropora urticata là một loài côn trùng cánh nửa trong họ Aleyrodidae, phân họ Aleyrodinae.
Dialeuropora urticata được Young miêu tả khoa học đầu tiên năm 1944.